# آن دانمارک
آن دانمارک (به دانمارکی: Anna)(۱۲ دسامبر ۱۵۷۴ – ۲ مارس ۱۶۱۹) همسر جیمز یکم و ملکه هم‌نشین اسکاتلند، انگلستان و ایرلند بود.
آن دختر دوم فردریک دوم دانمارک بود که در سال ۱۵۸۹ در سن ۱۵ سالگی با جیمز یکم ازدواج کرد. سه فرزند حاصل از این ازدواج تا بزرگسالی زنده ماندند که یکی از این فرزندان چارلز یکم، پادشاه بعدی بود. آن شخصیتی مستقل و قدرتمند داشت و در اختلافات خود با جیمز بر سر نگهداری شاهزاده هنری یا برخورد با دوستش بئاتریکس روتون از جناح‌بندی‌های سیاسی اسکاتلند کمک می‌گرفت. تصور می‌شود که رابطه جیمز و آن در ابتدا عاشقانه بوده اما به مرور از یکدیگر دور شده و درنهایت با وجود احترام متقابل جدا از یکدیگر زندگی می‌کردند.
در انگلستان، آن با فاصله گرفتن از سیاست‌بازی جناحی، به حمایت از هنر روی آورد و یکی از غنی‌ترین محافل ادبی اروپا را در دربار خود گرد آورد. اما از سال ۱۶۱۲ به دلیل چند دوره بیماری به مرور از زندگی اجتماعی دربار فاصله گرفت. آن در ۲ مارس سال ۱۶۱۹، در سن ۴۴ سالگی در کاخ همپتون کورت درگذشت. با وجود این که مذهب او در زمان مرگ پروتستان گزارش شده، بعضی شواهد به تغییر مذهب او به کاتولیسیسم در طول زندگی اشاره می‌کنند.

## اوایل زندگی
آن در تاریخ ۱۲ دسامبر ۱۵۷۴ و در قلعه اسکندربرگ و در شبه‌جزیره یوتلند در پادشاهی دانمارک و در خانواده زوفی مکلنبورگ و پادشاه فردریک دوم دانمارک متولد شد. فردریک دوم دانمارک. پدر آن قبل از بدنیا آمدنش به یک وارث مرد نیازمند بود, و بعد از آن سوفی مادر آن سه سال بعد تصمیم می گیرد که به پادشاه پسری بنام کریستیان چهارم دهد و همان نیز اتفاق افتاد.